# The Defenders (Fernsehserie)
The Defenders ist eine US-amerikanische Dramedy, die 2010 von den CBS Television Studios produziert wurde.
Am 15. Mai 2011 wurde die Serie nach nur einer Staffel von CBS eingestellt.

## Handlung
Im Mittelpunkt der Serie stehen die beiden Rechtsanwälte Pete Kaczmarek und Nick Morelli. Sie leiten zusammen die Kanzlei Morelli & Kaczmarek in Las Vegas. Zu ihrer Kanzlei gehören außerdem Lisa Tyler, eine ehemalige Stripperin, und Zoey Walters, die Assistentin der Anwälte. Aufgrund der erfolgreichen Karrieren von Nick und Pete und der vielen Zeit, die sie mit ihrer Arbeit verbringen, haben beide Probleme in ihrem Privatleben, welche meist in einem untergeordneten Handlungsstrang aufgegriffen werden.

## Figuren

### Pete Kaczmarek
Pete ist ein smarter, eleganter Charmeur, der bei Frauen nichts anbrennen lässt. Er liebt das Abenteuer, sei es vor Gericht oder bei Frauen. Er ist bei Fällen immer nur auf Prestige aus und liebt schnelle Autos und teure Kleidung.

### Nick Morelli
Nick ist Petes Partner und ein aufrichtiger Anwalt, der vor Gericht kaum zu schlagen ist. Das Wohl seiner Mandanten liegt ihm am Herzen, und er nimmt jeden Fall, unabhängig von der Wichtigkeit, sehr ernst. Er ist bemüht, seine zerbrochene Ehe mit Jessica wieder ins Lot zu bringen und versucht, mehr Zeit seines Lebens mit seinem Sohn zu verbringen.

### Lisa Tyler
Lisa ist eine ehemalige Stripperin. Sie strippte um ihr Jurastudium zu finanzieren. Nach dessen Abschluss arbeitet sie in der Kanzlei von Pete und Nick.

### Jessica
Jessica ist Nicks Noch-Ehefrau, die von ihm getrennt lebt und ihren gemeinsamen Sohn groß zieht.

### Zoey
Zoey ist Nicks und Petes junge Sekretärin, die wie die beiden das Herz und den Mund auf dem richtigen Fleck hat.

## Produktion
Nachdem CBS am 9. Februar 2010 eine Pilotfolge bestellt hatte, wurde sie bei den jährlichen Upfronts, den Ankündigungen des neuen Herbstprogrammes, in Serie geschickt.
Am 21. Oktober 2010 erhielt die Serie eine volle Staffel mit 18 Folgen.

## Besetzung und Synchronisation
Die deutsche Synchronisation entstand nach einem Synchronbuch und unter der Dialogregie von Dirk Hartung durch die Synchronfirma EuroSync GmbH in Berlin.

### Hauptdarsteller
| Rollenname     | Schauspieler    | Hauptrolle (Staffeln) | Hauptrolle (Episoden) | Synchronsprecher  |
| -------------- | --------------- | --------------------- | --------------------- | ----------------- |
| Pete Kaczmarek | Jerry O’Connell | 1                     | 1–18                  | Uwe Büschken      |
| Nick Morelli   | James Belushi   | 1                     | 1–18                  | Joachim Tennstedt |
| Lisa Tyler     | Jurnee Smollett | 1                     | 1–18                  | Anja Stadlober    |
| Zoey Waters    | Tanya Fischer   | 1                     | 1–18                  | Kaya Marie Möller |

### Neben- und Gastdarsteller
Zu den wichtigen Gast- und Nebendarstellern mit Auftritten in mehr als einer Episode zählen:
Staffel 1
- Natalie Zea als Staatsanwältin Meredith Kramer
- Gillian Vigman als Jessica
- Teddy Sears als Thomas Cole
- Glynn Turman als Richter Bob Owens
- Dan Aykroyd als Richter Max Hunter

## Ausstrahlung und Reichweite
In den USA wurde die erste Staffel seit dem 22. September 2010 immer mittwochs ausgestrahlt. Die Pilotfolge wurde von 12,09 Millionen Menschen gesehen und erreichte damit ein Rating von 2,9 Prozent in der wichtigen Zielgruppe der 18- bis 49-Jährigen.

### Deutschland, Österreich
Für Deutschland hat sich die ProSiebenSat.1 Media-Group die Rechte an der Serie gesichert und ursprünglich entschieden, sie auf Kabel eins auszustrahlen. Die Synchronarbeiten dazu haben im Januar 2011 begonnen. Schlussendlich wurde die Serie am Sonntagabend, direkt nach Navy CIS, The Mentalist und Hawaii Five-0 auf Sat.1 deutschsprachig erstausgestrahlt.
Die Serie wurde ab dem 20. März 2011 auf Sat.1 gesendet, die letzte Folge lief am 31. Juli 2011. Insgesamt erreichte The Defenders einen Marktanteil beim Gesamtpublikum von neun Prozent bei durchschnittlichen 1,3 Millionen Zuschauern bzw. 0,73 Millionen Zuschauern und damit 10,8 Prozent bei der werberelevanten Zielgruppe der 18- bis 49-Jährigen. Auch wenn die Werte seit Beginn der Sat.1-Ausstrahlung nachließen, blieben sie in Summe im Bereich des Senderschnittes.
In Österreich wurde die Serie vom 27. März bis 14. August 2011 auf dem Sender ORF eins ausgestrahlt.

### International
In Polen wird die Serie seit dem 15. November 2010 ausgestrahlt, des Weiteren soll sie ab Frühjahr 2011 im Vereinigten Königreich ausgestrahlt werden.

## Episodenliste
| Nr. | Deutscher Titel               | Originaltitel                      | Zusammenfassung | Erstausstrahlung USA | Deutschsprachige Erstausstrahlung (D) |
| --- | ----------------------------- | ---------------------------------- | --- | -------------------- | ------------------------------------- |
| 1   | Staatsanwälte küsst man nicht | Pilot                              | — | 22. Sep. 2010        | 20. März 2011                         |
| 2   | Ergaunertes Geld              | Las Vegas v. Reid                  | Nick verteidigt einen Fall, bei dem Laura Reid, eine junge Mutter, beschuldigt wird, nachts eine Joggerin überfahren zu haben. Pete lässt sich auf einen Fall gegen seinen angeblichen Freund ADA Thomas Cole ein. | 29. Sep. 2010        | 27. März 2011                         |
| 3   | Drehbuch der Fantasie         | Nevada v. Carter                   | Pete muss einen Fall gegen seine Freundin Meredith Kramer führen, bei dem ein Mann beschuldigt wird, einen bewaffneten Raub durchgeführt zu haben. Nick übernimmt einen Fall, bei dem die Stripperin Ashley beschuldigt wird, für Sex Geld anzunehmen. Nun liegt es an Nick und Lisa, die Jury davon zu überzeugen, dass sie so etwas nie machen würde. | 6. Okt. 2010         | 3. Apr. 2011                          |
| 4   | Das Leben eines High-Rollers  | Nevada v. Cerrato                  | — | 13. Okt. 2010        | 10. Apr. 2011                         |
| 5   | Senator unter Anklage         | Nevada v. Senator Harper           | — | 20. Okt. 2010        | 17. Apr. 2011                         |
| 6   | Der Elvis-Raub                | Nevada v. Rodgers                  | — | 27. Okt. 2010        | 1. Mai 2011                           |
| 7   | Black Betty                   | Las Vegas v. Johnson               | Nick und Pete sollen den Fall einer Schwarzen Witwe übernehmen. Nick weigert sich zuerst, den Fall überhaupt anzunehmen, da Betty beschuldigt wird, sein Idol umgebracht zu haben. | 3. Nov. 2010         | 8. Mai 2011                           |
| 8   | Killa Diz                     | Nevada v. Killa Diz                | — | 10. Nov. 2010        | 15. Mai 2011                          |
| 9   | Das ist Magie                 | Whitten v. Fenlee                  | — | 17. Nov. 2010        | 22. Mai 2011                          |
| 10  | Rettet den Bären              | Nevada v. Dennis                   | — | 8. Dez. 2010         | 29. Mai 2011                          |
| 11  | Sport ist Mord                | Nevada v. Riley                    | — | 15. Dez. 2010        | 5. Juni 2011                          |
| 12  | Hinter der Maske              | Nevada v. Wayne                    | — | 12. Jan. 2011        | 19. Juni 2011                         |
| 13  | Donnie, der Buchhalter        | Nevada v. Donnie The Numbers Guy   | — | 4. Feb. 2011         | 26. Juni 2011                         |
| 14  | Drogenschmuggel               | Nevada v. Doug the Mule            | — | 11. Feb. 2011        | 3. Juli 2011                          |
| 15  | Richter Hunter                | Nevada v. Hunter                   | — | 18. Feb. 2011        | 10. Juli 2011                         |
| 16  | Die falsche Ampulle           | Noland v. Galloway Pharmaceuticals | — | 25. Feb. 2011        | 17. Juli 2011                         |
| 17  | Der Showprozess               | Nevada v. Greene                   | — | 4. März 2011         | 24. Juli 2011                         |
| 18  | Morelli versus Kaczmarek      | Morelli v. Kaczmarek               | — | 11. März 2011        | 31. Juli 2011                         |

## Rezeption
Die Serie erreichte bei Metacritic einen Metascore von 65/100 basierend auf 19 Rezensionen.
In den deutschsprachigen Kritiken wird The Defenders als unterhaltsame Serie beschrieben, wenn auch mit Abstrichen. So werde sich zu stark auf die Präsenz der Hauptdarsteller verlassen, wobei die Nebendarsteller und auch die Fälle vernachlässigt werden würden, entsprechend fehle es teils an Tiefgang. Optisch lasse die Serie CBS-typisch wenig zu bemängeln. Insgesamt sei The Defenders leider kein zweites Boston Legal, aber nett anzusehen.